# Червоні сорочки
Червоні сорочки (англ. Redshirts, оригінальна назва англ. Redshirts: A Novel with Three Codas, укр. Червоні сорочки: роман із трьома кодами) — науково-фантастичний роман Джона Скальці. Книга була видана видавництвом Tor Books у червні 2012 року. Оповідачем аудіокниги до цього роману був Віл Вітон. Книга здобула у 2013 році премію «Г'юґо» та «Локус» за найкращий роман., а в 2016 році - Премію «Геффен».

## Сюжет
Молодший лейтенант Ендрю Даль (англ. Andrew Dahl), щойно приписаний до флагмана Безстрашний (англ. Intrepid) Всесвітнього Союзу (англ. Universal Union), працює в ксенобіологічній лабораторії. Однак, після отримання шансу попрацювати із старшими офіцерами корабля на «Виїзних Місіях» («англ. Away Missions») до небезпечних планет, Даль усвідомлює що він, як член екіпажу із низьким званням, має велику імовірність бути вбитим на одній з них.
Він та інші нові лейтенанти помічають щось дивне щодо життя на борту Безстрашного — на виїзній місії щонайменше один член екіпажу помирає. І кожна виїзна місія здається слідує низці химерних правил. Екіпаж Безстрашного став дуже забобонним та жахається бути втягнутим у місії екіпажу капітанського містку.
Друзі знайомляться з лейтенантом Керенскі (англ. Kerensky), хтивим росіянином що постійно заражається страшними хворобами, якого лупцюють до смерті, чи інакше завдають шкоди — лише щоб бути абсолютно здоровим за кілька днів. Керенскі починає зустрічатися з мол. лейтенантом Дювал (англ. Duvall), однією з новоприбулих. Після зустрічі із загубленим членом екіпажу, Даль та інші новачки дізнаються, що вони є персонажами у телесеріалі.
Як тільки вони розуміють свою долю, історія стає схожою на Розенкранц і Гільденстерн мертві, де оповідається про те, що стається коли персонажі дізнаються, що вони не в «реальній» сюжетній лінії.

## Відгуки
Роман виграв RT Reviewer's Choice Award за 2012 рік, премію Г'юго за найкращий роман, та премію Локус за найкращий науково-фантастичний роман у 2013 році.
Часопис Forbes похвалив роман словами «Вам не обов'язково бути запеклим фаном наукової фантастики щоб отримати насолоду від Червоних сорочок, втім там є багато Великодніх яєць для тих, хто такими є. І краса цієї книжки у тому, що вона діє на багатьох рівнях. Якщо ви шукаєте свіжу, захопливу книгу для пляжу, це вона. Якщо ви хочете спуститися на рівень та читати її як сюрреалістичний роздум над персонажами та жанром, як у п'єсі Розенкранц і Гільденстерн мертві, це ваша книга.»
За книгою знімають міні-серіал для телеканалу FX.